# Hans Dyckerhoff
Hans Wilhelm Rudolf Dyckerhoff (* 25. Mai 1899 in Wiesbaden-Biebrich; † 22. Juni 1969 in Wiesbaden) war ein deutscher Industrieller.

## Leben
Hans Dyckerhoff entstammte einer bedeutenden Wiesbadener Unternehmerfamilie. Geboren wurde er als Sohn des Fabrikanten und Kommerzienrats Karl Dyckerhoff und seiner Frau Lucie, geb. Albert. Nach dem Abitur am Realgymnasium Riehlschule in Biebrich (1917) trat er seinen Militärdienst in einem Husaren-Regiment an und kam an die Westfront. 1919 wurde er als Leutnant der Reserve aus dem Militär verabschiedet. Er begann zunächst mit dem Studium der Nationalökonomie in Köln, wechselte aber bald an die Handelshochschule in München und wurde dort Mitglied des Corps Franconia. 1921 bestand er das Examen zum Diplom-Kaufmann. Im gleichen Jahr nahm er als Freikorpskämpfer an den Kämpfen in Oberschlesien teil. Nach der Promotion zum Dr. rer. pol. in Würzburg (1922) vervollständigte er seine kaufmännische Ausbildung in Hamburg, den Niederlanden, Chile und Argentinien, ehe er 1927 in die väterliche Portland-Zement-Fabrik Dyckerhoff & Söhne in Mainz-Amöneburg eintrat. Er erhielt 1929 Prokura und wurde nach Umwandlung in eine Aktiengesellschaft 1936 Mitglied des Vorstands.
Während des Zweiten Weltkrieges wurde Dyckerhoff als Reserveoffizier wieder zum Militärdienst eingezogen. Er wurde während des Frankreich-Feldzugs im Stab einer Aufklärungsabteilung eingesetzt, war dann zeitweilig UK-gestellt und kam schließlich als Adjutant einer Panzer-Aufklärungsabteilung nach Nordafrika. 1943 geriet er in amerikanische Kriegsgefangenschaft, aus der er 1946 entlassen wurde. Nach der Rückkehr in die Heimat trat er wieder in seine frühere Stellung ein. 1966 wechselte er in den Aufsichtsrat des Unternehmens.
Hans Dyckerhoff engagierte sich in verschiedenen wirtschaftlichen Organisationen. Er war 1954–1967 Präsident, zuletzt Ehrenpräsident der Industrie- und Handelskammer Wiesbaden, Mitglied des Beratenden Ausschusses der Montanunion und des Wirtschaftsbeirats der hessischen Landesregierung. Aufsichtsratsmandate hatte er bei der Kalle AG in Wiesbaden-Biebrich, der Berlinischen Lebensversicherungs AG und der Dresdner Bank AG (Frankfurt am Main).

## Auszeichnungen
- 1959: Großes Bundesverdienstkreuz
- Großes Bundesverdienstkreuz mit Stern